# 东镇站
东镇站，位于中华人民共和国山西省运城市闻喜县东镇，是同蒲铁路上的火车站，建于1964年，由中国铁路太原局集团管辖。